# Elizabeth Dawn
Sylvia Ann Butterfield MBE, bekannt unter ihrem Künstlernamen Elizabeth Dawn oder Liz Dawn, (* 8. November 1939 in Leeds, West Riding of Yorkshire, England; † 25. September 2017 in Whitefield, Greater Manchester, England) war eine britische Schauspielerin.

## Leben und Karriere
Elizabeth Dawn wurde 1939 unter ihrem bürgerlichen Namen Sylvia Ann Butterfield als Tochter von Albert und Annie Butterfield geboren. Ihr Vater arbeitete als Ingenieur. Sie wuchs im Bezirk Halton Moor im Osten von Leeds auf. Im Alter von 8 Jahren stürzte sie auf der Straße schwer; ihre Gesichtspartie konnte jedoch durch plastische Chirurgie wieder vollständig hergestellt werden. Nach dem Schulabschluss arbeitete Dawn in verschiedenen Jobs, unter anderem in einer Textilfabrik und als Platzanweiserin und Billeteurin in einem Kino. Sie war auch als Schuhverkäuferin beschäftigt, bei Woolworth verkaufte sie Glühbirnen.
Sie begann ihre künstlerische Karriere als Sängerin in Pubs und Nachtclubs in Leeds und Umgebung. In den späten 1960er Jahren wandte sie sich der Schauspielerei zu und nahm an verschiedenen Vorsprechterminen für Fernseh- und Werberollen teil. Sie spielte dann zunächst kleine Rollen im Fernsehen und arbeitete als Werbedarstellerin. Eine TV-Werbung mit ihr für Cadbury-Kekse wurde sehr populär und verschaffte ihr Bekanntheit. In den 1970er Jahren trat sie in Nebenrollen in Fernsehserien einigen Folgen der TV-Reihe Play for Today auf, u. a. in Colin Wellands Fernsehspiel Leeds United (1974). Ihre Rolle als Textilarbeiterin in Leeds United gilt als ihr künstlerischer Durchbruch.
Dawn hatte ihre bekannteste Rolle in der britischen Fernsehserie Coronation Street. Nach ihrem Einstieg im Jahr 1974 erhielt sie ab 1976 eine wiederkehrende Rolle als Fabrikarbeiterin Vera Duckworth; ihr Ehemann Jack Duckworth (gespielt von Bill Tarmey) erschien erstmals im Jahr 1979. Liz Dawn spielte die Rolle der Vera Duckworth insgesamt mehr als 34 Jahre lang. Im Juli 2007 gab der Fernsehsender Granada Television, auf dem die Serie ausgestrahlt wurde, bekannt, dass Dawns Figur Vera Duckworth, auf Dawns eigenen Wunsch, aus gesundheitlichen Gründen vor Weihnachten aus der Serie „herausgeschrieben“ werden solle. Dawns letzter Auftritt in der Serie war im Januar 2008, als ihre Rollenfigur Vera Duckworth im Schlaf starb. Im November 2010 kehrte Dawn noch einmal kurz für eine Szene in die Serie zurück. Sie erschien als Veras Geist, um ihren Ehemann Jack, der im selben Lehnsessel wie sie gestorben war, zu seiner letzten Reise abzuholen; mit einem Tanz erinnerten sich die Serienfiguren noch einmal an ihre Liebe. Anschließend zog sich Dawn endgültig von der Schauspielerei zurück.
Im Dezember 2015 hatte sie ein schauspielerisches Comeback in der preisgekrönten britischen Seifenoper Emmerdale; sie übernahm eine Gastrolle als Mrs. Winterbottom, ein schwieriger Restaurantgast am Weihnachtsfest.

## Auszeichnungen
Dawn erhielt für ihre Rolle als Vera Duckworth in Coronation Street den „British Soap Award for Best Onscreen Partnership“ (2001, gemeinsam mit Bill Tarmey) und den „British Soap Award for Lifetime Achievement“ (2008) für ihr Lebenswerk.
Im Rahmen der traditionellen britischen Geburtstagsehrungen, den Birthday Honours, wurde sie im Jahre 2000 mit dem Order of the British Empire (MBE) ausgezeichnet. Gewürdigt wurden dabei ihre Verdienste um das Manchester Children’s Hospital, die Wohlfahrtsorganisation „The Genesis Appeal“ und die Stiftung „Liz Dawn Breast Cancer Appeal“, St. James’s Hospital, Leeds.

## Privates
Dawn heiratete im Jahre 1957 in Leeds in erster Ehe Walter Bradley. Aus der Ehe ging ein Sohn, Graham, hervor; die Ehe ging jedoch nach zwei Jahren in die Brüche. 1965 heiratete sie in zweiter Ehe den Elektriker Donald Ibbertson, mit dem sie drei gemeinsame Töchter, Dawn, Ann und Julie bekam.
Im März 2004 wurde bei Dawn eine chronische Lungenerkrankung (COPD) festgestellt, die sie zunächst für Asthma gehalten hatte. Ihre Krankheit führte sie auf ihr eigenes Verhalten als starke Raucherin und auf die Tatsache zurück, dass sie bei ihren Auftritten in Clubs jahrelang der Gefahr des Passivrauchens ausgesetzt war. Im Mai 2009 wurde Dawn Botschafterin („Celebrity Ambassador“) der British Lung Foundation (BLF). Sie setzte sich auch dafür ein, die Auswirkungen von COPD in der Öffentlichkeit bekannt zu machen. Im Juni 2009 stand sie an der Spitze der „Breathe Easy Week“-Kampagne, mit der sie auf die Arbeit der BLF aufmerksam machte.
Im Sommer 2013 erlitt sie während eines Urlaubs in Spanien einen Herzanfall, woraufhin ihr ein Herzschrittmacher eingesetzt wurde. Dawn hatte im Jahre 2002 das Rauchen aufgegeben; ihre Lunge arbeitete mittlerweile jedoch nur noch zu einem Drittel, was erhebliche gesundheitliche Probleme bei ihr hervorrief. Nach eigenen Angaben hat sie als Folge ihrer Erkrankung bei der Verleihung des Order of the British Empire im Buckingham Palace im Jahre 2000 fast einen Zusammenbruch erlitten. Im September 2017 wurde Dawn mit schweren Atemproblemen in Manchester ins Krankenhaus eingeliefert, am 17. September 2017 jedoch wieder entlassen.
Dawn starb am 25. September 2017 im Alter von 77 Jahren in ihrem Haus in Whitefield, Greater Manchester im Kreise ihrer Familie. Die Trauerfeier fand am 6. Oktober 2017 in der Salford Cathedral statt.

## Filmografie (Auswahl)
- 1972–1975: Crown Court (Fernsehserie, mehrere Folgen)
- 1973–1975: Play for Today (Fernsehserie, mehrere Folgen)
- 1974: Sam: Half a Loaf (Fernsehserie, eine Folge)
- 1974; 1976–2008; 2010: Coronation Street (Fernsehserie, Serienrolle)
- 1975: Daft As a Brush (Fernsehfilm)
- 1975: Greenhill Pals (Fernsehfilm)
- 1978: Task Force Police: Fat Freddie B.A. (Fernsehserie, eine Folge)
- 2015: Emmerdale (Emmerdale; Fernsehserie, zwei Folgen)